# Gladys Horton
Gladys Catherine Horton (30 de maio de 1945 - 26 de janeiro de 2011) foi uma cantora pop e de rhythm and blues norte-americana, famosa por ser a fundadora e vocalista do grupo de vocal feminino The Marvelettes.